# Calanthe crenulata
Calanthe crenulata är en orkidéart som beskrevs av Johannes Jacobus Smith. Calanthe crenulata ingår i släktet Calanthe och familjen orkidéer. Inga underarter finns listade i Catalogue of Life.